# 정치달
일성위 정치달(日城尉 鄭致達, 1732년 12월 14일 ~ 1757년 2월 15일)은 조선 후기의 문신, 외척으로, 영조 임금의 부마(駙馬)이다. 화완옹주의 남편으로 후일 정조의 정적이 되는 정후겸의 양아버지이다. 본관은 연일(延日)이고 자(字)는 중삼(仲三), 호(號)는 보환(報還)이며 시호는 효민(孝敏)이다.

## 생애
아버지는 이조판서와 우의정을 지낸 정우량(鄭羽良)이고 어머니는 용인이씨로 이세회(李世會)의 딸이다. 위로 친형 정원달이 있고, 배다른 동생 명달과 문달이 있다. 좌의정 정휘량의 조카이다.
1749년 영조(英祖)의 서녀(庶女)인 화완옹주(和緩翁主)와 결혼하여 정덕대부 일성위, 오위도총부 도총관에 임명되었으나, 후사를 남기지 못한 채 1757년에 죽었다. 처음 묘소는 경기도 파주군 임진면 사원리에 매장되었으나 뒤에 파주군 문산읍 사목리로 이장되었다. 그가 죽자 영조가 직접 묘지명을 지었다 한다.  그가 사망한지 7년 후인 1764년에 그의 먼 친척 조카뻘인 정후겸(鄭厚謙)이 양자로 입양되었다.

### 사후
순조실록에는 1808년 5월 17일 삼사에서 올린 글에서 정치달의 처가 죽어 더 이상 죄를 묻지 않는다는 구절이 나온다. 즉 옹주의 사망일은 그 이전으로 사료되나 정확한 몰일을 파악할 수 없다. 다만 왕가의 전통상 졸기가 없고 무덤이 경기도 파주 유배지 인근이었던 것으로 보아 죽을 당시 죄를 완전히 벗지는 못했던 것으로 여겨진다. 《화완옹주 및 정치달 묘》는 경기도 파주시 문산읍 사목리에 있다. 2001년 12월 21일 파주시의 향토유적 제14호로 지정되었다.

## 가족 및 친인척 관계
- 친조부: 정수기
- 외조부: 이세회(李世會)
- 아버지: 정우량
- 장인: 영조
- 작은아버지: 정휘량
- 부인: 화완옹주
- 딸 : 1756년 8월 3일생, 조졸
- 아들(양자): 정후겸
- 손윗처남: 효장세자(孝章世子)
- 손윗처남: 사도장헌세자(思悼莊獻世子)
- 손윗동서: 김한신
- 손윗동서: 박명원
- 손윗동서: 신광수
- 손아랫동서: 황인점
- 손아랫동서: 구민화
- 손아랫동서: 심능건